# Port lotniczy Berd
Port lotniczy Berd – lokalny port lotniczy zlokalizowany w mieście Berd, w Armenii.